# Richwiller
Richwiller (deutsch Reichweiler) ist eine französische Gemeinde mit 3786 Einwohnern (Stand 1. Januar 2022) im Département Haut-Rhin in der Region Grand Est (bis 2015 Elsass). Sie gehört zum Arrondissement Mulhouse und zum Kanton Kingersheim.

## Geografie
Die Gemeinde Richwiller liegt fünf Kilometer nordwestlich von Mülhausen. Die Gemeinde besteht aus drei Teilen: dem ursprünglichen Dorf an der Straße von Pfastatt nach Wittelsheim, einem Teil der westlich anschließenden ehemaligen Bergarbeitersiedlung Cité Amélie sowie einem großen Gewerbegebiet im Nordosten in direkter Nachbarschaft zu Kingersheim. Im Westen hat die Gemeinde einen Anteil am Bois de Nonnenbruch, einem Waldgebiet mit zahlreichen Teichen.
Nachbargemeinden von Richwiller sind Wittenheim im Nordosten, Kingersheim im Osten, Pfastatt im Süden sowie Wittelsheim im Westen.

## Bevölkerungsentwicklung
| Jahr      | 1962 | 1968 | 1975 | 1982 | 1990 | 1999 | 2007 | 2017 |
| --------- | ---- | ---- | ---- | ---- | ---- | ---- | ---- | ---- |
| Einwohner | 2309 | 2352 | 2655 | 2938 | 3150 | 3325 | 3374 | 3689 |

## Sehenswürdigkeiten
- Kirche St. Katharina (Sainte-Catherine), 1876 geweiht
- Kirche Christ-Roi (Christkönigskirche) in der Bergarbeitersiedlung Cité Amélie II

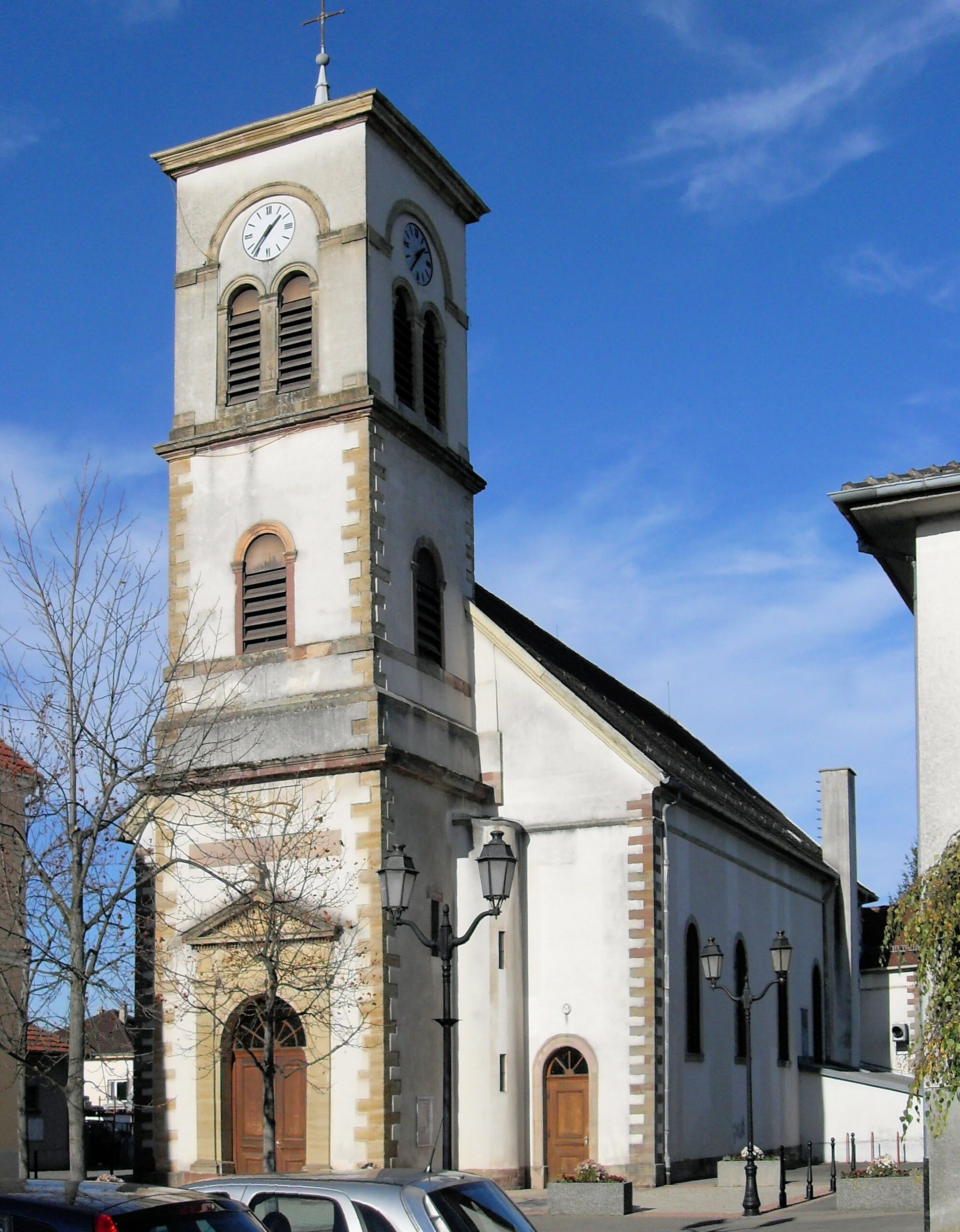
Kirche St. Katharina
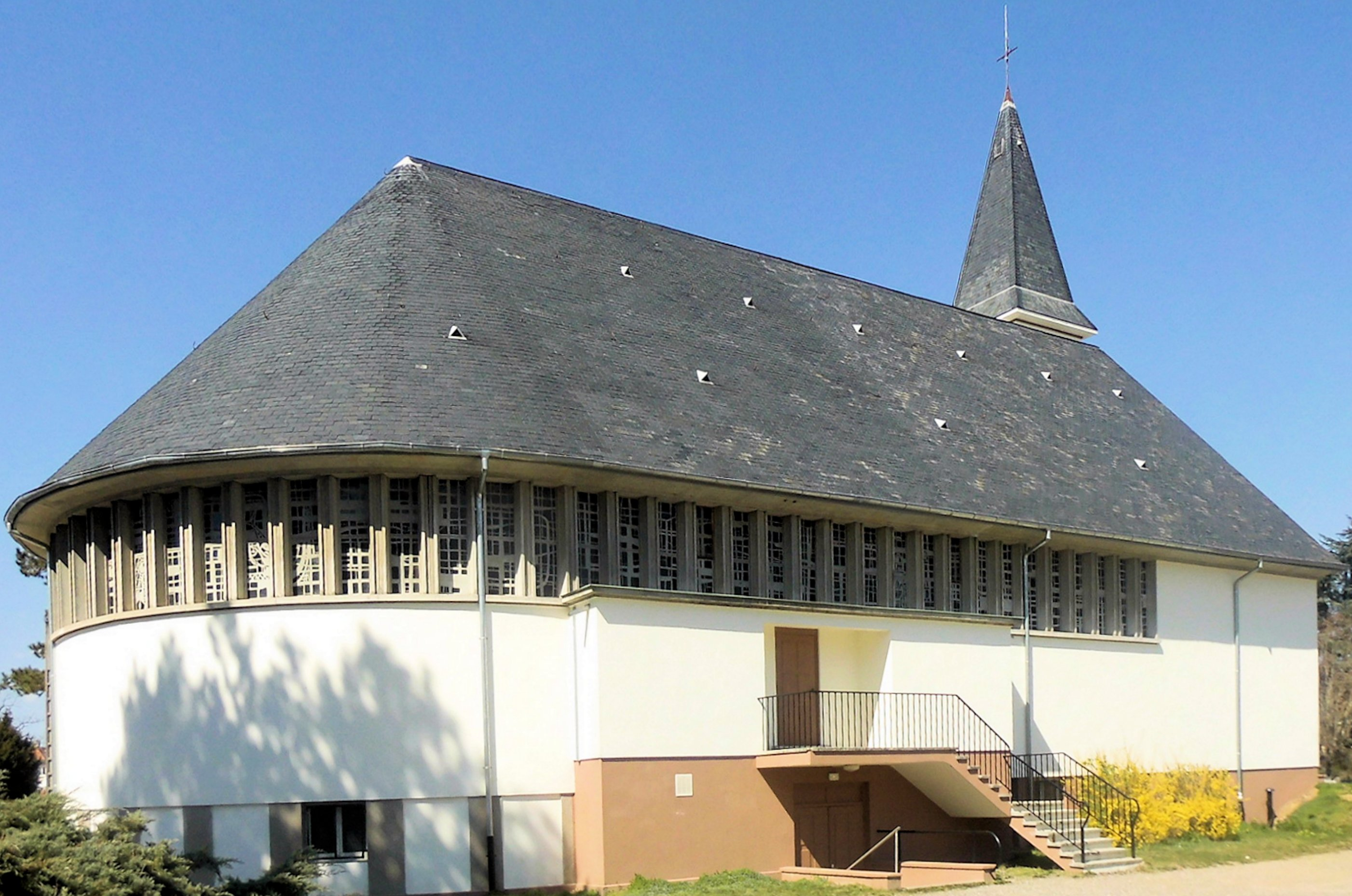
Christkönigskirche